# Xenofobie
Xenofobie (Oudgrieks: ξένος xénos, vreemdeling en φόβος phóbos, angst/vrees) of vreemdelingenangst is een irrationele of obsessieve angst voor vreemden, buitenlanders of buitenlandse voorwerpen/zaken. Xenofobie wordt soms gelijkgesteld aan vreemdelingenhaat. Xenofobie kan voortkomen uit racisme, en via vreemdelingenhaat leiden tot rassendiscriminatie, haatzaaien, geweld en zelfs genocide.
In ruimere zin betekent xenofobie ook wel de algemene angst en afkeer van de mens voor alles wat vreemd, ongewoon of zeldzaam is.
Welke vreemdelingen wanneer komen bloot te staan aan xenofobie hangt af van een veelheid aan factoren en is als gevolg daarvan moeilijk te voorspellen. Xenofobie kan even plotseling verdwijnen als ze ontstaat. Zo is de huiver voor Italiaanse immigranten in de jaren 1960 in Nederland en België al bijna vergeten, terwijl in het begin van de 21e eeuw juist geweld tegen buitenlandse arbeiders in Zuid-Italië is gepleegd.

## Herkomst van het woord en definitie
Xenofobie is afgeleid van het neologisme xénophobe dat toegeschreven wordt aan Anatole France in 1901 in verband met de Dreyfusaffaire. Julien Benda definieerde het als een modern aspect van patriottisme. Xenofobie kan omschreven worden als het geheel van beweringen en handelingen die de vreemdeling onrechtmatig kenschetsen als een probleem, een risico of een bedreiging voor de samenleving, waarbij het niet uitmaakt of deze al lang gevestigd is of in een ver land woont.
De Dictionary of Psychology definieert xenofobie als angst voor vreemdelingen. Volgens de Oxford English Dictionary kan het angst of afkeer betekenen niet alleen jegens mensen uit andere landen, maar ook jegens andere (sub)culturen en religieuze stelsels, dat wil zeggen afkeer van iedereen die aan criteria als afkomst, godsdienst, mening, gewoonte en taal voldoet. De angstige xenofobe persoon is van mening dat een bepaalde groep niet aanvaard wordt (of niet aanvaard zou moeten worden) door de samenleving. Zelf herkent de lijder aan xenofobie deze niet noodzakelijk als een angst of fobie.

## Twee soorten xenofobie
Er zijn twee soorten xenofobie:
1. Xenofobie kan zich keren tegen een bevolkingsgroep binnen een samenleving, die als vreemd wordt beschouwd. Het kan gaan om recente immigranten, maar ook om een groep die al eeuwen aanwezig is, of die door verovering of uitbreiding van een land deel ging uitmaken van een samenleving. Xenofobie tegen deze groepen kan leiden tot pogroms, massale verdrijving van immigranten of zelfs genocide, denk hier bijvoorbeeld aan de Holocaust.
2. Xenofobie kan voornamelijk gaan om afkeer tegen culturele elementen, die als vreemd ervaren worden, bijvoorbeeld leenwoorden in een nationale taal. Deze vorm van xenofobie leidt haast nooit tot geweld tegen personen, maar kan wel politieke campagnes voeden voor taal- en cultuurzuivering. Samenlevingen die in hun geheel xenofoob zijn kunnen zich afsluiten van de buitenwereld (isolationisme), wat xenofobie verder kan bevorderen. Een extreem geval van culturele xenofobie is de italianisering onder Mussolini, die de Italiaanse taal oplegde aan Duits- en anderstalige minderheden.

## Haatzaaien
Kwaadspreken of haatzaaien wordt beschouwd als een belangrijke uiting van xenofobie en kan zowel in het publieke domein (zoals de reguliere media of op internet) als in privésituaties worden aangetroffen. De grens tussen een gewone uitspraak en kwaadspreken is echter moeilijk te bepalen omdat het een grotendeels subjectief begrip is. Wanneer bijvoorbeeld onderzoek een statistisch verband tussen criminaliteit en een bepaalde bevolkingsgroep blootlegt, zullen sommige politici dat als xenofobe kwaadsprekerij aanmerken, terwijl andere politici het benoemen van dit verband noodzakelijk achten om tot politieke oplossingen te komen.
Politieke partijen hebben soms standpunten die door hun tegenstanders als kwaadsprekerij worden aangemerkt. Zo wordt rechtse partijen vaak xenofobie verweten, en als gevolg daarvan als extreemrechts beschouwd. Omgekeerd worden politieke partijen die kritiek hebben op de uitlatingen van anti-immigratiepartijen door de laatste beticht van demonisering van de autochtoon en romantisering van alles wat van vreemde afkomst is. Dit laatste wordt ook wel xenofilie genoemd. Ook wordt over de linkse kerk gesproken die in de media zou zijn geïnfiltreerd.

## Film
Moderne media werden en worden wel gebruikt om xenofobe standpunten te verdedigen door de buitenstaander op een afschrikwekkende wijze neer te zetten. Berucht zijn de antisemitische nazipropagandafilms Der ewige Jude en Jud Süß, maar ook ver nadien verschenen nog films met xenofoob karakter.